# György Ligeti
György Sándor Ligeti (Erdelj, 28. svibnja 1923.  - Beč, 12. lipnja 2006.), mađarsko-židovski skladatelj, (kasnije austrijski državljanin). 
Jedan je od najpoznatijih skladatelja druge polovice 20. stoljeća. Rođen je u obitelji koja je pripadala srednjem društvenom sloju. Bio je Židov. Uspio je umaći deportiranju u sabirni logor. Godine 1956. je pobjegao iz Mađarske te se nastanio u Beču.
Najpoznatija su mu djela:
- opera "Le Grand Macabre"
- glazba za film 2001: Odiseja u svemiru Stanleya Kubricka